# Maria Julitta Ritz
Maria Julitta Ritz, C.S.R. (* 24. September 1882 in Uissigheim bei Tauberbischofsheim, Nordbaden; † 13. November 1966 in Würzburg), bürgerlicher Name Theresia Eleonore Ritz, war eine katholische Ordensschwester in der Kongregation der Erlöserschwestern, Lehrerin und Mystikerin. Ihr Seligsprechungsprozess ist eingeleitet.

## Leben
Theresia Eleonore Ritz wurde 1882 als Tochter von Alois Ritz und Eva Maria Bär, in einer Bauernfamilie mit zehn Kindern geboren. Als sie dreizehn Jahre alt war, übersiedelten die Eltern nach Veitshöchheim. Am 13. Mai 1901 trat sie als Kandidatin in die Kongregation der Erlöserschwestern in Würzburg ein. Zunächst besuchte sie dort die ordensinterne Schule, dann von 1902 bis 1905 das Lehrerinnenseminar in Aschaffenburg. Nach dem Staatsexamen folgte 1905 die Einkleidung und Aufnahme ins Noviziat mit dem Ordensnamen Maria Julitta. Die Profess legte sie am 6. Oktober 1906 ab. Erst wirkte sie an verschiedenen Volksschulen, ab Oktober 1910 an der ordenseigenen Schule im Mutterhaus in Würzburg. Unter dem Druck der Nationalsozialisten musste diese Schule 1940 schließen. Sr. Julitta arbeitete nun an der Pforte. Am 16. März 1945 wurde beim Bombardement auf Würzburg der Klosterkomplex völlig zerstört und die Schwestern siedelten nach Heidenfeld über. Nach dem Wiederaufbau des Mutterhauses arbeitete Sr. Julita bis zu ihrem Tod weiter an der Pforte. In der Nachkriegszeit rief sie einen karitativen Paketdienst ins Leben.
In ihrem Dienst erwies sie sich auch als spirituelle Ratgeberin, auch auf brieflichem Wege. Mit mehreren Theologieprofessoren stand sie in Verbindung, zum Beispiel mit dem Religionspsychologen Alois Mager OSB. Bereits ab 1924 zeichnete sie auf Anraten ihres Spirituals Konrad Hock (1868–1935) ihre geistliche Entwicklung auf. Diese Aufzeichnungen setzte sie von 1935 bis zu ihrem Tode in einer Art geistlicher Autobiographie fort. Julittas Schriften sind (zum Teil nur noch in Kopie) erhalten und werden im Julitta-Archiv in Würzburg gesammelt und veröffentlicht; zu Lebzeiten wurde nichts gedruckt, was nicht auch in ihrer Intention lag.
Merkmale ihrer Spiritualität sind eine tiefe Innerlichkeit und festes Gottvertrauen. Ironischerweise führte gerade ihr mystisch geprägtes Gebetsleben dazu, dass sie nicht mehr als Lehrerin oder in höheren Ordensämtern tätig werden durfte. Das damals vielgelesene Buch des Spirituals Hock Die Übung der Vergegenwärtigung Gottes wurde der falschen Mystik verdächtigt und der Pfarrer und Schwesternseelsorger selbst in Rom wegen Unregelmäßigkeiten im Umgang mit den Frauen fälschlich denunziert, was zu einer Apostolischen Visitation 1928–1936 bei den Schwestern führte. Zwar wurde Hock vom Heiligen Offizium gänzlich freigesprochen, trotzdem durften Schwestern, die ihn zum Beichtvater gehabt hatten, keine wichtigen Funktionen mehr ausüben.
Ritz starb am 13. November 1966 und wurde auf dem Hauptfriedhof Würzburg beigesetzt. Am 21. Mai 1983 wurden die Gebeine exhumiert, auf ihre Echtheit untersucht und anschließend in der Mutterhauskirche der Erlöserschwestern in Würzburg beigesetzt.
Der Bischof von Würzburg, Paul-Werner Scheele, setzte sich in Wort und Schrift für die Verehrung der Ordensschwester ein und initiierte 1982 den Prozess zur Seligsprechung. Postulator für den Seligsprechungsprozess war in Rom Zygmunt Zimowski (bis 2002), ihm folgte Krysztof Nykiel. In Deutschland ist (in der Nachfolge von Ildefons Dietz) seit 1993 Heribert Niederschlag mit dem Amt des Postulators betraut.
Im Dezember 2011 wurde ein Dekret des Papstes über die Bestätigung des heroischen Tugendgrades von Maria Julitta veröffentlicht; dies gilt als Etappe auf dem Weg zur Seligsprechung.

## Werke
- Maria Julitta Ritz: Meine geistliche Entwicklung. Aufzeichnungen aus dem Jahr 1924. Echter, Würzburg 1993. ISBN 3-429-01558-8
- Unsere Mitte. Echter, Würzburg 1991. ISBN 3-429-01406-9
- Unser Heil. Echter, Würzburg 1990. ISBN 3-429-01287-2
- Unser Weg. Echter, Würzburg 1989. ISBN 3-429-01227-9
- Unsere Mutter. Echter, Würzburg 1987. ISBN 3-429-01115-9
- Unser Gebet. Echter, Würzburg 1986. ISBN 3-429-01040-3